# Niko Sigur
Niko Kristian Sigur (ur. 9 września 2003 w Burnaby) – kanadyjski piłkarz pochodzenia chorwackiego występujący na pozycji defensywnego pomocnika, reprezentant Kanady, od 2023 roku zawodnik chorwackiego Hajduka Split.
Jego rodzina pochodzi z Chorwacji, a on sam urodził się i wychowywał w Kanadzie.